# Octonoba yaginumai
Octonoba yaginumai là một loài nhện trong họ Uloboridae.
Loài này thuộc chi Octonoba. Octonoba yaginumai được Hajime Yoshida miêu tả năm 1981.